# Erythrus bicolor
Erythrus bicolor là một loài bọ cánh cứng trong họ Cerambycidae.